# Вечная игра
«Вечная игра» — альбом группы Гран-КуражЪ, выпущенный в 2006 году.

## История
«Вечная игра» — первый студийный альбом группы «Гран-КуражЪ». Он был записан в московской студии «CDM-records» осенью 2005 года, однако официально диск вышел только осенью 2006 года на лейбле «Sound Age».
Диск получил множество положительных отзывов, как от слушателей, так и от профессиональных критиков. Рецензии на альбом публиковались в журнале «Dark city» и других музыкальных изданиях[каких?].
Песня «Теория хаоса» была написана по мотивам фильма «Эффект бабочки». Композиция «Стервятники» — одна из первых песен группы, созданная ещё в 1998 году. «Те, кого рядом нет» посвящена солдатам, которые погибли в годы Афганской войны. Песня «Царь» посвящена Императору Николаю II.
На диске представлен музыкальный материал в стиле хэви-метал с элементами пауэр-метала. Автор всех песен — гитарист и основатель группы Михаил Бугаев (исключения: бонус-трек «Бременские музыканты» и песня «Дождь», написанная в соавторстве с Ириной Коиновой).
В альбоме отсутствует заглавная песня (но в песне «Теория хаоса» имеется строчка «Вечная игра — время жечь дотла,…»).

## Список композиций
Все тексты написаны Михаилом Бугаевым, кроме отмеченных, вся музыка написана Михаилом Бугаевым.
| №   | Название                                                                               | Текст песни | Длительность |
| --- | -------------------------------------------------------------------------------------- | ----------- | ------------ |
| 1.  | «По ту сторону неба»                                                                   |             | 5:15         |
| 2.  | «Теория Хаоса»                                                                         |             | 3:49         |
| 3.  | «Только вперед»                                                                        |             | 4:56         |
| 4.  | «Дождь»                                                                                | И. Коинова  | 5:08         |
| 5.  | «Те, кого рядом нет»                                                                   |             | 3:33         |
| 6.  | «Сирены»                                                                               |             | 3:16         |
| 7.  | «Царь»                                                                                 |             | 4:22         |
| 8.  | «Помни обо мне»                                                                        |             | 6:07         |
| 9.  | «Стервятники»                                                                          |             | 3:35         |
| 10. | «Последний танец»                                                                      |             | 5:30         |
| 11. | «Скрытый трек - Бременские музыканты + видеоклип на композицию «Теория хаоса»» (бонус) |             | 6:14         |

## Состав группы
- Михаил Житняков — вокал
- Михаил Бугаев — гитара
- Павел Селеменев — бас-гитара
- Евгений Комаров — клавишные
- Алексей Путилин — ударные

## Видеоклип
- 2025 — «Дождь»